# Isidoro Dias Lopes
Isidoro Dias Lopes (Dom Pedrito, 30 de junho de 1865 — Rio de Janeiro, 27 de maio de 1949) foi um General-de-brigada do Exército brasileiro, considerado "Marechal da Revolução de 1924".

## Biografia
Isidoro Dias Lopes nasceu na cidade de Dom Pedrito, Rio Grande do Sul, no dia 30 de junho de 1865, filho do tenente Isidoro Paulo Oliveira e de Lúcia Dias Lopes. Entrou para o exército em 1883 na Escola Militar de Porto Alegre, fez o curso de artilharia e em 1891 foi promovido a tenente. Apoiou o movimento que pôs fim ao Império. Em 1893, abandonou o exército e participou da Revolução Federalista, no Rio Grande do Sul, contra o governo de Floriano Peixoto. Após a derrota dos federalistas, em 1895, foi para o exílio em Paris. Em 1896, foi anistiado e voltou ao Brasil, retornando ao seu posto no Exército, no Rio de Janeiro.
Foi um dos mentores e líderes da Revolta Paulista de 1924. Iniciou a conspiração contra o Presidente da República Artur Bernardes no ano anterior junto a outros rebeldes, após a sua reforma militar, já como general. Em 1924, foi eleito pelos revoltosos como o líder daquele movimento e iniciou uma campanha de arregimentação de outros militares pelo Estado, também percorreu o Paraná e Rio Grande do Sul. Articulou com Joaquim Távora o plano de ocupação da cidade de São Paulo. O conflito armado foi deflagrado na capital paulista em 5 de julho de 1924, em homenagem ao levante ocorrido dois anos antes no Forte de Copacabana. Os insurretos tomaram em assalto os quarteis e prenderam os comandantes da Força Pública de São Paulo e da 2ª Região Militar. Também contaram com a colaboração de rebeldes infiltrados naqueles quarteis, como o então Major da Força Pública Paulista, Miguel Costa. Com a deflagração do conflito, o presidente de São Paulo (atualmente denomina-se Governador), Carlos de Campos, abandonou a cidade, que então passou ao controle dos revoltosos. Houve tentativa de negociação entre as autoridades da cidade junto aos líderes rebeldes, porém, malogradas. Assim, após alguns dias, Tropas Federais cercaram os rebeldes e sitiaram a cidade, o que resultou em violentos bombardeios de artilharia e também da fuzilaria das tropas de infantaria, porém, isso resultou em centenas de baixas entre a população civil. No final de julho, o Exército Federal começa a prevalecer sobre os rebeldes, assim, Dias Lopes então ordena a retirada dos rebeldes de São Paulo em direção ao Estado do Paraná, em que posteriormente iriam aglutinar junto as tropas rebeldes gaúchos lideradas por Luís Carlos Prestes, resultando então na conhecida Coluna Prestes, que durante dois anos atuou como Guerrilha ao percorrer o interior do Brasil em campanha contra o Presidente Artur Bernardes. Isidoro por fim se decide exiliar-se na Argentina, mas onde continuaria articular apoio às operações dos rebeldes. Dado o grande prestígio perante aqueles militares foi promovido a Marechal da Revolução durante aquele conflito.
Em 1927, finda a campanha da Coluna Prestes, parte de seus líderes juntou-se a Dias Lopes, no exílio na Argentina e lá permaneceram nas articulações contra o Governo Brasileiro. Contudo, passou a ser gradualmente preterido naquele movimento, dado a discordâncias com os rumos do movimento e da rivalidade de facções internas em que a maioria reconhecia apenas Carlos Prestes como principal líder daquele movimento revolucionário.
Em 1930, com a vitória de Júlio Prestes nas Eleições Presidenciais de março, o candidato derrotado, Getúlio Vargas, bem como a sua coligação daquele pleito, passa a conspirar um Golpe de Estado contra o então presidente Washington Luis. Isidoro Dias Lopes passa a aderir esse movimento, tendo sido o seu nome cogitado para assumir a chefia militar daquela revolução, porém, acabou preterido e em seu lugar designado o então Coronel Pedro Aurélio de Góes Monteiro. Com a deflagração da Revolução de 1930, em outubro daquele ano, assumiu o comando da 2ª Região Militar, sediada em São Paulo, em favor dos rebeldes. Permaneceu nessa função entre 28 de outubro de 1930 e 28 de maio de 1931.
Após Getúlio Vargas assumir o governo provisório, este ofereceu a Isidoro a promoção para Marechal pela sua contribuição naquele movimento revolucionário, porém, recusou sob o argumento de que já era "Marechal" da Revolução de 1924. No mês seguinte, retornou oficialmente ao serviço ativo do Exército como General-de-brigada.
Em 1931, contudo, frustrado com os resultados e rumos daquele movimento, passou a criticar o governo de Getúlio Vargas, principalmente em função da controvérsia em torno do comando político do Estado de São Paulo. Chegou a escrever ao presidente do governo provisório com críticas ao interventor federal de São Paulo, João Alberto, e ao comandante da Força Pública Paulista, Miguel Costa. Getúlio Vargas então o retirou do comando da 2ª Região Militar e em seu lugar designou o Coronel Góes Monteiro. O Presidente lhe ofertou a interventoria federal no Estado do Rio de Janeiro como compensação. Isidoro, porém, recusou o convite.
Já em 1932, em São Paulo, torna-se então opositor de Getúlio Vargas e engajou-se na campanha da volta do país ao regime constitucional, e participou junto com os líderes daquele movimento nas articulações do que viria a culminar na Revolução Constitucionalista de 1932. No início, foi designado provisoriamente como líder do movimento, porém, posterior a liderança do Exército Constitucionalista foi assumida pelo General Bertoldo Klinger. Findo aquele conflito, foi preso e exilado em Portugal. Mas retorna ao país em 1934 com a anistia geral.
Em 1935, foi procurado por líderes que articulavam o que culminaria na Intentona Comunista, porém, recusa o convite.
Foi crítico do Golpe de Estado de 1937, liderado por Vargas e Góis Monteiro, que instaurou a ditadura do Estado Novo.
Em 27 de maio de 1949, veio a falecer, segundo pessoas próximas, estava lúcido, forte e com poucos bens.